# Halleluja!
För andra betydelser, se Hallelujah.
Halleluja! är ett musikalbum av den svenska transkontinentala rockreggaegruppen Dag Vag, deras femte studioalbum. Det spelades in hos Silence Records i Koppom.
| ”                           | Plattan funkade helt enkelt inget vidare. Man kan väl säga att vi gick vilse. Jag var inne på att programmera trummor och så och det slutade med att vi inte kunde spela låtarna live. | „ |
| – Stig Vig, intervjuad 2006 | |   |

## Låtlista[1]
1. Efter midnatt  (Stig Vig)
2. Lämna skorna på (Stig Vig - Stig Vig/Zilverzurfarn)
3. Så kan det va (Vig/Zurf/Zeno/Dirty/Te - Stig Vig)
4. Hotel Babylon (Stig Vig)
5. Hämta mej (Stig Vig)
6. Fyrverkeri (Stig Vig)
7. En gång till! (Stig Vig)
8. Utsikt från en altan (Stig Vig)
9. Och nu...
10. Solen (90° eller parallellt) (Bo Hansson - Kenny Håkansson)
11. Mina damer och herrar...
12. Pianoetyd #3 (T Z Dirty)
13. Ett sista ord bara...

Låt 9-13 finns enbart på CD-utgåvan av albumet.